# Harald Folke (militär)
Nils Erik Harald Folke, född den 2 december 1915 i Karlstad, död den 7 december 1999 i Frankrike, var en svensk militär.
Folke avlade officersexamen 1937. Han genomgick Krigshögskolan 1942–1944 och Kungliga Tekniska högskolan 1947–1949. Folke blev löjtnant i trängtrupperna 1939, kapten där 1945, major 1955 och överstelöjtnant 1963. Han deltog i vinterkriget 1939–1940, i evakueringen av Nordfinland 1944 och i Svenska Röda Korsets expedition till Tyskland 1945 Folke var i Förenta nationernas tjänst i Kongo, Kenya, Tanganyika och Uganda 1961 samt på Cypern 1964. Han var chef för Arméns underhållsskola 1963–1971. Folke blev riddare av Svärdsorden 1957. Han vilar på Danderyds kyrkogård.